# Uperoleia micra
Uperoleia micra es una especie de anfibio anuro de la familia Myobatrachidae.

## Distribución geográfica
Esta especie es endémica del noreste de Australia Occidental en Australia. Habita en la región noroccidental de Kimberley.

## Publicación original
- Doughty & Roberts, 2008 : A new species of Uperoleia (Anura: Myobatrachidae) from the northwest Kimberley, Western Australia. Zootaxa, n.º 1939, p. 10–18[5]